# Canis aureus moreoticus
Canis aureus moreoticus este o subspecie a șacalului auriu, întâlnită în Turcia și sud-estul Europei, inclusiv Dobrogea. Seamănă cu o vulpe mai mare. În Europa se găsesc în jur de 70.000 de exemplare.